# Stephen Kaplan
Stephen Kaplan (New York, 19 settembre 1940 – New York, 9 luglio 1995) è stato uno scrittore e conduttore radiofonico statunitense, celebre investigatore del paranormale, vampirologo e fondatore del Vampire Research Center a Elmhurst, New York.
Era un autore popolare e commentatore radio, molto famoso per il suo scetticismo sulla casa infestata di Amityville. Kaplan visse nella Contea di Suffolk (New York), dove lavorò come insegnante di scuola
.

## Il caso di Amityville
La pittoresca casa di Amityville al 112 Ocean Avenue, divenne celebre nel 1974 quando Ronald "Butch" DeFeo Jr. uccise a colpi di fucile i suoi genitori e quattro fratelli. Il 21 novembre 1975 DeFeo venne condannato a sei condanne di 25 anni. George e Kathy Lutz si trasferirono nella casa il 18 dicembre 1975.  Rimasero nella casa quasi per un mese prima di fuggire, a loro dire a causa di fantasmi, demoni ed altri inspiegabili disturbi.
Il romanzo di Jay Anson, Orrore ad Amityville, è la cronaca degli eventi paranormali dal punto di vista dei Lutz, che portarono alla loro partenza.  Il libro divenne un bestseller, e ne fu tratto un film interpretato da Rod Steiger, Margot Kidder e James Brolin.
Il 16 febbraio 1976, poco dopo che i Lutz abbandonarono la casa, il Dottor Kaplan ricevette una telefonata da George Lutz. Kaplan si era infatti auto affermato presidente della Società di Parapsicologia di Long Island, nonché di alcune altre società relative, ed era quindi che ospite frequente del popolare programma radio della WBAB "Spectrum with Joel Martin".
Fu grazie a questa sua fama che Lutz richiese che il Dr. Kaplan e i suoi soci del Parapsychology Institute investigassero sugli avvenimenti della casa. Come il Dr. Kaplan ricordò nel suo resoconto dell'incidente, The Amityville Horror Conspiracy, questa conversazione iniziale gli fece nascere dei sospetti sulla validità dell'asserzione di George che la casa era infestata dagli spiriti. 
Kaplan si presentò ai Lutz insieme al team dell'emmittente televisiva "Channel 7", affermando di essere lì per indagare e che "Se la storia è una truffa...il pubblico lo saprà".
Lutz cacciò malamente Kaplan e, come motivazione di quel gesto, dichiarò che lui e la moglie non volevano pubblicità circa la casa. Tuttavia, giorni dopo, della storia si parlò su Channel 5 news.  "Amityville Horror" guadagnò notorietà in breve tempo, ed Ed e Lorraine Warren, marito e moglie che facevano parte di un team di investigazione del paranormale, furono coinvolti nel caso.
Poco tempo dopo, nel corso di un programma radiofonico, Kaplan iniziò ad affermare che quella della casa stregata di Amityville era solo una truffa ed insisteva nell'affermare che nel libro di Anson vi erano delle incongruenze e non era esatto al 100%. 
Kaplan non entrò mai all'interno della casa, malgrado lui dicesse il contrario ed avesse la pretesa di conoscerla anche meglio dei suoi proprietari. 

Tuttavia, nel 1995, Kaplan scrisse un libro intitolato La cospirazione di Amityville Horror, nel quale continuava ad asserire che la storia di Amityville era tutta una farsa. Una settimana prima che il libro fosse pubblicato, Kaplan morì di un attacco di cuore.

## Opere
- Vampires Are (1984)
- La cospirazione di Amityville Horror (The Amityville Horror Conspiracy) (1995) - scritto insieme alla moglie, Roxanne Salch Kaplan